# Парра, Факундо
Факу́ндо Па́рра (исп. Facundo Manuel Carlos Parra; 15 июня 1985, Буэнос-Айрес) — аргентинский футболист, нападающий клуба «Хувентуд Унида».

## Биография
С 2004 года Факундо дебютировал за клуб, чьим воспитанником он являлся, «Чакариту Хуниорс». Всего в составе этого клуба Парра забил 25 голов в 91 матче, до 2007 года — исключительно в Примере B Насьональ, в которой тогда выступала «Чакарита».
В 2007 году Факундо на правах аренды отправился в греческий клуб «Лариса». После двух сезонов в этой команде, которые сложились для аргентинца неоднозначно (с одной стороны, он был твёрдым игроком основного состава, с другой же забил лишь 10 голов в 52 матчах), Факундо возвратился в родную команду, которая как раз добилась возвращения в Примеру. Нападающий быстро стал лидером атак своей команды, но не сумел помочь «Чакарите» закрепиться в элитном дивизионе и «трёхцветные» вновь опустились в Примеру B.
По окончании сезона 2009/10 Паррой интересовался ряд клубов Примеры, но предпочтение футболист отдал «Индепендьенте». На правах аренды зимой 2010 года он подписал однолетний контракт с «Красными дьяволами».
Команда начала сезон крайне невыразительно. Длительное время Парра не мог открыть счёт своим голам за новый клуб. Лишь в 11 туре он отметился забитым голом в проигранном матче (1:3) против «Олл Бойза». В следующем матче, в рамках Южноамериканского кубка, Парра забил свой второй гол, который он посвятил своему щенку по кличке Макс. Этот гол позволил праздновать победу над ЛДУ Кито, предыдущим победителем турнира, а также выход в финал международного кубка.

Мы играли очень хорошо против великой команды и выиграли этот матч. Мы были полны энтузиазма и добились своего.

В чемпионате Аргентины «Индепендьенте» бросил бороться (команда финишировала на последнем, 20-м месте Апертуры), сосредоточившись на двух финальных играх Южноамериканского кубка. В первой игре на арене Серра Доурада аргентинцы уступили «Гоясу» со счётом 0:2. В ответной же игре уже в первом тайме в течение 17 минут был установлен итоговый счёт — 3:1. Первым отличился защитник Хулиан Веласкес на 17-й минуте, вовремя успевший на добивание и пославший мяч в пустые ворота. Но на 22-й минуте Рафаэл Моура забил уже свой 8-й гол в турнире, закрепившись в статусе лучшего бомбардира ЮАК. Однако дубль Парры, сделанный им всего за 7 минут, помог аргентинцам нивелировать поражение с разницей в 2 мяча в первой игре. Вначале он протолкнул мяч в сетку ворот после неудачной попытки выноса бразильским защитником. А на 34-й минуте Парра в борьбе в штрафной, из положения сидя, сумел лёгким касанием послать мяч в левый от вратаря Арлея угол. В итоге дело дошло до послематчевой серии пенальти и Парра, как и все четыре его партнёра, реализовал свою попытку. «Индепендьенте» выиграл со счётом 5:3 и завоевал свой очередной международный трофей (и первый — в XXI веке).
В июле 2012 года Парра стал игроком итальянского клуба «Аталанта». С 2015 года выступает за «Атлетико Рафаэлу».
В 2005 году Факундо Парра выступал за молодёжную сборную Аргентины. В её составе он провёл 10 матчей и забил 3 гола. За основную сборную Парра не выступал.

## Титулы и достижения
- Обладатель Южноамериканского кубка (1): 2010